# Гобле, Теодор Николя
Теодор Николя Гобле (фр. Théodore Nicolas Gobley, 11 мая 1811, Париж— 1 сентября 1876, Баньер-де-Люшон) — французский химик, впервые получивший лецитин и определивший его химическую структуру. Он первым идентифицировал и охарактеризовал класс фосфолипидов. Считается первопроходцем исследования химических компонентов тканей мозга.

## Биография и образование
Семья Гобле происходит из небольшого города под названием Фульви региона Йонна. В конце 18-го века его отец поселился в Париже в качестве торговца вином, женился на молодой девушке из семьи Бутронов (фр. Boutron). Бутроны в XVII и XVIII веках были одними из 12 поставщиков вина королевской семье.
Торговля вином была тесно связана с дистилляцией алкоголя, и некоторые близкие родственники семьи Бутронов действительно этим занимались, что, вероятно, и привело Теодора к исследованиям с области химии и фармацевтики.
Согласно исследованиям историка Шатаньона (1957), Гобле был учеником одного из своих родственников, фармацевта Герена (Guerin). В действительности его шурин Дени Герен (1798—1888), парижский фармацевт начала 1830-х годов, более известный как мэр города Фонтенбло с 1843 по 1871 годы, не был связан с семьей Бутронов.
Позже Гобле прошёл полноценное обучение фармакологии и в начале 1830-х годов посещал курсы одного из великих деятелей французской фармакологии и химии того времени, Пьера Жана Робике. Гобле стал не только его помощником, но и родственником, женившись в 1837 году на Лоре Робике, одной из дочерей своего наставника.
Теодор Гобле получил квалификацию фармацевта в 1835 году и зарекомендовал себя в Париже как фармацевт (на улице Бак, 60). Параллельно с работой торговца он проводил свои исследования в собственной лаборатории, а затем продолжил путь своего наставника: он поступил в Школу фармакологии в качестве профессора в 1842 (ушёл в 1847), стал членом Национальной фармацевтической академии в 1861 и в том же году стал членом Академии медицины.
Во время проведения многочисленных исследований в различных областях, как и многие химики-фармацевты 19-го века, Гобле определил для себя главным направлением изучение жиров животного происхождения. В них он показал присутствие главного вещества, которое он назвал лецитин и точный состав которого он искал в течение тридцати лет.
Теодор Гобле также был филантропом и был вовлечён в управление местного корпуса бедных людей в департаменте Сена (сегодня это районы Парижа 75, 78, 91, 92, 93, 94, 95).
Одна из его дочерей вышла замуж за композитора Поль Коллен.
Гобле умер 1 сентября 1874 года в пиренейском термальном курорте «Баньер-де-Люшон», где он отдыхал с семьей. Его могила находится на кладбище Монпарнас в южной части Парижа.

## Научные достижения

### Открытие лецитина и фосфолипидов
В течение первой половины 19-го века несколько французских химиков начали осуществлять попытки исследовать химические компоненты тканей мозга, но инструменты и методы для анализа были скудными, а результаты —довольно неудовлетворительными. Однако они с помощью различных методов (в основном, путём растворения материи мозга в теплом спирте) получили липидное вещество более или менее стабильного состава, которое они называли «белое вещество» («matière blanche», Louis-Nicolas Vauquelin, Л. Н. Воклен), «cérébrote» (J. P. Couërbe, Ж. П. Куэрб), «кислота головного мозга» («acide cérébrique», Эдмон Фреми).
Очевидно, что ткани мозга состояли не только из этого вещества, и основная задача заключалась в определении его фактического состава, основываясь на работах Эдмона Фреми над «кислотой головного мозга» для смеси нейтральных жиров, таких как олеиновая и фосфорная кислоты.
Гобле нашел виртуозное решение этого вопроса в серии дополнительных шагов. Опираясь на последовательность моделей биологических тканей: яичный желток (1846—1847), яйца семейства карповых (1850), икра семейства карповых (1850), материи мозга класса высших позвоночных, таких как курица, и в конечном итоге человека, человеческие жидкости: кровь (1852), желчь (1856), Теодор Гобле классифицировал несколько жирных веществ из различных биологических тканей, охарактеризовал несколько их свойств, определил их соответствующие структуры, установил связи между отдельными категориями (семенной материей, мозгом) и ветвями зоологии (птицы, рыбы, млекопитающие), пролил свет на сходство построения тканей и указал различия в зависимости от их функций (1874).

### Ранние исследования химических компонентов на яичном желтке (1843—1847)
На первом этапе в 1845 году Гобле подробно проанализировал жиры в яичном желтке; полученные из яичного желтка побочные продукты никогда прежде не были исследованы в этой материи:
- маргариновая кислота, для которой он подтвердил химический распад, изученный г-ном Варентраппом (Varentrapp);
- олеиновая кислота, для которой он также подтвердил химический распад, изученный г-ном М. Э. Шеврелем (Michel Eugène Chevreul);
- фосфорсодержащая кислота, которую путём очень осторожных серий анализов он определил как глицерофосфорную кислоту.

В то время как на подтверждение существования первых двух кислот смотрели с некоторым более или менее естественным ожиданием, учитывая их преобладающее присутствие, показанное ранее в различных жидкостях (например, крови, желчи, тканях мозга), фосфорсодержащая кислота была до сих пор известна исключительно как побочный продукт прямой химической подготовки.
В дополнение Гобле представил полную информацию о составе жировой части яичного желтка, которая, как он определил, состоит из олеина, маргарина и холестерина.
На втором этапе в 1847 году Гобле принял во внимание химический состав яичного желтка и предложил для его жировой части модель, состоящую из двух различных фракций:
- одна, в очень небольших количествах (0,3 % от общей массы), которую он квалифицировал как азотистые фракции, полностью лишенные фосфора, и которая, как он намекнул, вполне вероятно совпадает с выше упомянутой «белой материей» («matière blanche», Louis-Nicolas Vauquelin), «cérébrote» (J. P. Couërbe), «кислотой головного мозга» («acide cérébrique», Edmond Frémy), найденными и описанными в начале 19-го века; эту фракцию Гобле сначала назвал «материей головного мозга» («matière cérébrique»)[5], а позднее — «cérébrine» («Recherches chimiques sur les œufs de carpe»). Это название — "cerebrin « (церебрин) — было предложено за несколько лет до этого немецким химиком Мюллером (Müller), в полной мере характеризующее химический состав и свойства этой фракции;
- другая, присутствующая в значительных количествах (8,5 % от общей массы), которую он охарактеризовал как содержащую фосфор в той или иной форме и которую он прозаически назвал „фосфорной материей“ („matière phosphorée“)[5]; эта фракция может распадаться на смесь маргариновой, олеиновой и глицерофосфорной кислот, для которых она является единственным источником происхождения. Гобле фактически показал, что ни одна из этих трех кислот не существует сама по себе в желтке яйца.

### Освещение химического сходства яичного желтка и человеческого мозга (1847)
В этой же работе Гобле осознал, что фосфорсодержащая фракция была новым, ранее неописанным и сложным компонентом, который представляет собой четкую и устойчивую структуру, а не смесь побочных продуктов в различных пропорциях:
Если ни одна из кислот — олеиновая, маргариновая или глицерофосфорной — не существуют сами по себе в виде вязких веществ (в яичном желтке), что это может быть за молекула, являющаяся источником этих кислот и имеющая необычный набор свойств?
Признавая уникальность этого компонента в своих работах 1847 года, Гобле с тех пор направил все свои усилия на исследования этого компонента.
Уже в том же 1847 году Гобле осознал глубокую связь между химическими составами тканей мозга и яичным желтком.
Принимая во внимание предыдущие работы Vauquelin, Couërbe и Frémy, он выделил из жировой материи мозга животных, так же, как и из мозга человека, фосфорсодержащую фракцию.
Но, двигаясь дальше, он показал, что эта материя в результате гидролиза дает точно такой же набор побочных продуктов, которые он получил из яичного желтка: те же кислоты — олеиновую, маргариновую и глицерофосфорную.
Я повторил все эти эксперименты с использованием вязкой фосфорсодержащей материей из мозга кур, овец, и, наконец, человека, и я пришел к тем же результатам. В мозге, как и в яичном желтке, существует фосфорсодержащее вещество, которое в условиях, осуществляемых мною над ней, всегда выходит в виде продуктов разложения — олеиновой, маргариновой и глицерофосфорной кислот.
Этот набор весомых результатов привел его к предложению химической структуры тканей головного мозга, схожей по структуре с яичным желтком, в основе которой лежит фосфорсодержащая часть, лецитин, и не содержащие фосфор, азотные части, cerebrin. Эта теория расходилась с взглядами, предложенными до этого Эдмоном Фреми, известным в этот период специалистом в химическом исследовании головного мозга и членом Академии Наук. Теория Фреми заключалась в том, что есть связь между фосфорсодержащей фракцией мозга с фосфороолеиновой кислотой.
Следующие двадцать лет Гобле потратил на доказательство своей теории.

### Идентификация и химическое расщепление лецитина, первого из фосфолипидов (1848—1874)
В течение следующих трех лет (1848—1850) Теодор Гобле расширил исследования яичного желтка, яиц семейства карповых, икры и тканей головного мозга.
В 1850 году („Recherches chimiques sur les œufs de carpe“) он свидетельствует наличие своей „фосфорной материи“ с идентичными свойствами в яйцах семейства карповых. Он предложил для него название лецитин (которое в дальнейшем и закрепилось) от греческого lekithos (яичный желток), подчеркивая тем самым четкую связь с его ранними работами.
Он показал, что полученный им лецитин (из яичного желтка, яиц семейства карповых, икры и человеческого мозга), хотя и не полностью очищенный, всегда дает при гидролизе смесь олеиновой, маргариновой и глицерофосфорной кислоты. И ни при каких обстоятельствах ничего, подобного фосфорной кислоте (а в случае обычных жирных кислот — форфороолеиновой), которую можно было бы ожидать, не присутствует).
Наоборот, для фракции яичного желтка, не содержащей фосфор и названной им „cérébrine“, он показал абсолютное сходство химического расщепления и химических свойств с „acide cérébrique“, обнаруженными в мозге Эдмондом Фреми и Томсоном.
В 1852 году он доказывает наличие лецитина в венозной крови (Recherches chimiques sur les matières grasses du sang veineux de l’homme), а в 1856 году и в желчи (Recherches sur la nature chimique et les propriétés des matières grasses contenues dans la bile).
Тем не менее, ему по-прежнему не хватало одного звена для полного раскрытия структуры лецитина.
Это звено было найдено в 1860-х годах в параллельных исследованиях, проводившихся в основном в Германии немецким химиком Адольфом Штреккером (Adolph Strecker). Им был определен ещё один новый биологический компонент, холин, сначала в желчи печени (Ann. Chem. Pharm. 1868, 148, 77), а вскоре после этого и в человеческом мозге через исследования Оскара Лейбриха (Oscar Liebreich) в Берлине (полагая, что он выявил другое вещество, назвал его „nevrin“).
Используя это открытие в своей работе, Теодор Гобле в 1874 году завершил тем самым свой долгий, терпеливый и упорный труд по определению полной структуры лецитина, гидролиз которого дает ровно одну молекулу олеиновой кислоты, одну молекулу маргариновой, одну молекулу глицерофосфорной кислоты и одну молекулу холина.
Более поздние исследования расширили лецитин яичного желтка в целое семейство лецитинов, отвечающие структуре с холином во главе, глицерофосфорной кислотой и различными жирными кислотами. Вообще, лецитин, или точнее фосфатидилхолин, получают из насыщенных жирных кислот, в данном случае пальмитиновой кислоты или гексадекановой кислоты H3C-(СН2)14-СООН (маргариновая кислота, определенная Гобле в яичном желтке, теперь называется гептадекановой кислотой H3C-(СН2)15-СООН и принадлежит к этому классу), и ненасыщенных жирных кислот, в случае лецитина яичного желтка — олеиновая кислота или 9Z-октадеценовой кислоты).

### Первый обзор химической структуры тканей мозга
Результаты исследований привели Теодора Гобле к тому, что структура вязкой материи мозга состоит из четырёх основных компонентов („Recherches chimiques sur le cerveau de l’homme“, Journal de Pharmacie et de Chimie 1874) (кроме воды, составляющей 80 %):
- лецитин (5,5 %);
- cerebrin (около 3 %), характеризуется как азотсодержащая фракция, идентичная той, что в яичном желтке и в гораздо больших количествах в мозге;
- холестерин (около 1 %);
- и большое количество нового компонента белкового типа, который он назвал цефалин (около 7 %), в дополнение к регулярному альбумину (1 %).

Таким образом, Теодор Гобле был первооткрывателем нового класса фосфолипидов и одним из первых начал понимать химические основы структуры и строения мозга.

### Другие исследования и открытия
В сотрудничестве с французским врачом, членом Медицинской академии, Жан-Луи-Мари Пуазейлем (Jean-Louis-Marie Poiseuille), он опубликовал некоторые результаты о мочевине в крови и моче.
В связи с его активной общественной деятельностью в институтах здравоохранения, он был вовлечен в различные исследования токсичных веществ, питания и здоровья человека, а также в безопасность производственных процессов: он исследовал токсины в поганке (Recherches chimiques sur les champignons vénéneux, 1856), лекарственные реальные и предполагаемые свойства различных растений, трав и препаратов, токсичность свинца, широко используемого в изготовлении посуды, ядовитых эффектов ржи.
В традиции методов Robiquet из натуральной ванили в 1858 году он получил первые образцы чистого ванилина, сильного ароматизатора. Гобле жил достаточно долго, чтобы увидеть прорыв, вызванный появлением промышленно-синтезируемого ванилина на основе гликозидов, извлекаемых из сосновой живицы (1874), открывающий путь к широкому использованию этого популярного аромата. Кстати, что также привело к полному краху выращивания натуральной ванили и связанной с этим отрасли; но это, вероятно, Гобле не предусмотрел.

## Публикации
- „Sur l’existence des acides oléique, margarique et phosphoglycérique dans le jaune d’oeuf. Premier Mémoire: Sur la composition chimique du jaune d’oeuf“; par M. Gobley. (Extrait). C R hebd Acad Sci1845, 21, 766
- „Recherches chimiques sur le jaune d’oeuf de poule“; par M. Gobley. Deuxième Mémoire. C R hebd Acad Sci 1845, 21, 988
- „Recherches chimiques sur le jaune d’oeuf — Examen comparatif du jaune d’oeuf et de la matière cérébrale“. Journal de Pharmacie et de Chimie 1847, t11, 409 et 412
- „Recherches chimiques sur les oeufs de carpe“. Journal de Pharmacie et de Chimie 1850, t17, 401, et t18, 107
- „Recherches chimiques sur la laitance de carpe“. Journal de Pharmacie et de Chimie 1851, t19, 406
- „Recherches chimiques sur la matière grasse du sang veineux de l’homme“. Journal de Pharmacie et de Chimie 1852, t21, 241
- „Recherches sur la nature chimique et les propriétés des matières grasses contenues dans la bile“. Journal de Pharmacie et de Chimie 1856, t30, 241
- „Recherches chimiques sur le cerveau; par M. Gobley“. Journal de Pharmacie et de Chimie 1874,4ème série, t19, p. 346—354
- „Sur la lécithine et la cérébrine“; par M. Gobley». Journal de Pharmacie et de Chimie 1874,t20, 98-103, 161—166
- «Note sur l’Elaïomètre, nouvel instrument d’essai pour les huiles d’olive». M. Gobley. J Pharm Chim 1843, 4, 285
- «Recherches sur la nature chimique et les propriétés des matières grasses contenues dans la bile», par M. Gobley. Journal de Pharmacie et de Chimie, 1856
- «Recherches physiologiques sur l’urée (avec Mr le docteur Poiseuille)», par M. Gobley. Comptes rendus de l’Académie des Sciences et Gazette hebdomadaire de médecine et de chirurgie, 1859
- «Recherche sur le principe odorant de la vanille», par M.Gobley. Journal de Pharmacie et de Chimie 1858